# Флаг муниципального округа Бирюлёво Западное
Флаг муниципального округа Бирюлёво За́падное в Южном административном округе города Москвы Российской Федерации — опознавательно-правовой знак, служащий официальным символом муниципального образования.
Ныне действующий флаг утверждён решением совета депутатов муниципального округа Бирюлево Западное от 23 мая 2018 года № СД-07-02/18 и внесён в Государственный геральдический регистр Российской Федерации с присвоением регистрационного номера 11948.

## Описание
«Прямоугольное двухстороннее полотнище с отношением ширины к длине 2:3, воспроизводящее фигуры из герба муниципального округа Бирюлево Западное, выполненные в красном, зелёном и жёлтом цвете».
Геральдическое описание герба муниципального округа Бирюлево Западное гласит: «В скошенном слева червлёном и зелёном поле, поверх деления, вверху слева — выходящее сияющее солнце, имеющее попеременно более и менее длинные лучи, а внизу справа — колесо о двенадцати спицах; все фигуры — золотые».

## Обоснование символики
Флаг муниципального округа Бирюлёво Западное создан на основе герба муниципального округа Бирюлёво Западное и повторяет его символику.
Солнце символизирует расположение муниципального округа на юго-западе Москвы. Солнце — символ тепла, энергии, жизни.
Старинное паровозное колесо символизирует построенную на рубеже ХІХ-ХХ столетий железную дорогу, которая проходит по территории муниципального округа до настоящего времени. Строительство дороги и последующее её использование способствовали активному заселению прилегающей к ней местности и стремительному росту многих предприятий. Железная дорога и сейчас играет огромную роль в жизни муниципального округа.
Примененные во флаге цвета символизируют:
красный цвет (червлень) — символ труда, мужества, жизнеутверждающей силы, красоты и праздника;
зелёный цвет символизирует весну и природу, здоровье, молодость и надежду;
жёлтый цвет (золото) — символ высшей ценности, величия, богатства, урожая.

## Первый флаг
Описание первого флага, утверждённого решением муниципального собрания муниципального образования Бирюлёво Западное от 9 декабря 2004 года № МБЗ-03-58/4, гласило:
«Флаг муниципального образования Бирюлёво Западное представляет собой двустороннее, прямоугольное полотнище с соотношением сторон 2:3.
Полотнище флага разделено диагонально из верхнего угла, прилегающего к древку.
В верхней красной части, в верхнем, противоположном древку, углу полотнища помещено изображение жёлтого заходящего солнца с прямыми лучами переменной длины. Габаритные размеры изображения составляют 2/5 длины и 3/5 ширины полотнища флага.
В нижней зелёной части помещено изображение жёлтого старинного паровозного колеса, полуобращённого в сторону, противоположную древку. Габаритные размеры изображения составляют 1/4 длины и 9/20 ширины полотнища флага. Центр изображения находится на расстоянии 5/24 длины полотнища от бокового края, прилегающего к древку, и на расстоянии 7/20 ширины полотнища от его нижнего края».